# 臺北農產運銷公司
臺北農產運銷股份有限公司（英語：Taipei Agricultural Products Marketing Corporation，簡稱：北農、臺北農產、臺北農產運銷），是臺灣台北市政府下辖的国有民营事业机构，是主要負責臺北都會區的農產運銷批發的一間農產運銷公司，為國內同型公司中規模最大者之一，有「北台灣的冰箱」之稱。

## 沿革

### 日治時期
- 1923年，臺北市役所利用永樂町市場空地成立市營的蔬菜卸賣市場，另於西門町市場內一角設置魚卸賣市場。
- 1929年9月，臺北市役所投入40萬圓於壽町5丁目5番地興建「中央卸賣市場」（今西寧國宅、西寧市場與萬華運動中心區域），再陸續收納西門町市場及永樂町市場內蔬菜與魚貨市場，委託給台北中央市場株式會社經營，分設魚部、青物部、雜部、製冰及冷藏部，此為臺灣首處綜合性批發市場。
- 1936年，在中央卸賣市場南側購入1,595坪土地，擴建新的青物糶場和事務所（隔年3月31日完工啟用），使中央卸賣市場的總面積達到4,751坪。
- 1938年8月，中央卸賣市場於太平町設立「太平分場」（今延平北路太平國小旁）。
- 1942年4月，中央卸賣市場蔬菜水果部移出委由「臺灣青果株式會社」承辦。

### 民國時期
- 1945年二戰結束並由中華民國政府接收臺灣後，中央卸賣市場改稱「臺北市中央市場」，原臺灣青果株式會社改為中央青果公司。
- 1948年中央政府遷至台灣後，中央市場部分區域改為軍事用地。
- 1968年，臺北市政府將中央市場的蔬菜批發移到淡水河五號水門外，原中央市場留給魚市使用，後在東園街興建新的批發市場。
- 1974年2月14日，奉時任中華民國行政院院長蔣經國指示臺北市政府成立「臺灣區果菜運銷股份有限公司」，臺北市政府再委託經營臺北市第一果菜批發市場。[2]12月1日，舊中央市場關閉（2年後原址開始改建為西寧國宅與市場）。
- 1975年5月20日，臺北魚市場遷至臺北市第一果菜市場旁。
- 1984年，改組為臺北農產運銷股份有限公司。
- 1985年，臺北市政府委託經營臺北市第二果菜批發市場（濱江果菜市場）。
- 1998年10月，濱江果菜市場拆除改建。
- 2003年12月，濱江果菜市場完工啟用，北農公司總部由第一果菜批發市場遷至此處。[3]
- 2009年，果菜包裝配送中心遷入總公司四樓。
- 2020年3月，與臺北漁產運銷公司一同參與的臺北市第一果菜及魚類批發市場改建工程啟動，預計2027年中全數完工。
- 2021年6月，爆發肺炎群聚感染，北農首例確診感染曾去過萬華茶室聚餐。北市府規定二十四日凌晨起未持有陰性證明者，不得入果菜批發市場。

## 現任董事、監察人
第14屆（民國112年（2023年）6月26日至115年（2026年）6月25日）
| 序號 | 職稱       | 姓名   | 代表單位             | 本職                                         |
| ---- | ---------- | ------ | -------------------- | -------------------------------------------- |
| 1    | 董事長     | 楊鎮浯 | 臺北市政府           |                                              |
| 2    | 常務董事   | 黃向羣 | 中華民國農業部       | 曾擔任北農董事長                             |
| 3    | 常務董事   | 姚志旺 | 農業部               | 農業部農糧署副署長                           |
| 4    | 董事       | 陳永華 | 農業部               | 嘉義縣政府顧問                               |
| 5    | 董事       | 白閔傑 | 農業部               | 彰化市農會總幹事                             |
| 6    | 董事       | 何逸松 | 農業部               | 臺北市士林夜市國際觀光發展協會農產觀光召集人 |
| 7    | 董事       | 蘇光正 | 農業部               |                                              |
| 8    | 董事       | 李曉軍 | 農業部               |                                              |
| 9    | 董事       | 黃文卿 | 臺北市政府           | 臺北市承銷商協會理事長                       |
| 10   | 董事       | 鎖猷恩 | 臺北市政府           | 臺北農產運銷公司員工董事                     |
| 11   | 董事       | 楊閔超 | 臺北市政府           |                                              |
| 12   | 董事       | 楊沛桓 | 臺北市政府           |                                              |
| 13   | 常務董事   | 張永成 | 中華民國農會         | 中華民國農會總幹事                           |
| 14   | 董事       | 曾明瑞 | 中華民國農會         |                                              |
| 15   | 董事       | 吳嘉仁 | 中華民國農會         |                                              |
| 16   | 董事       | 楊東杰 | 中華民國農會         |                                              |
| 17   | 常務董事   | 余致榮 | 台灣省青果運銷合作社 | 台灣省青果運銷合作社理事                     |
| 18   | 董事       | 曾詠松 | 台灣省青果運銷合作社 | 台灣省青果運銷合作社總經理                   |
| 19   | 常務董事   | 陳振輝 | 青果業者             | 臺北市農產運銷發展協會常務理                 |
| 20   | 董事       | 林長中 | 青果業者             | 延平水果行董事長                             |
| 21   | 董事       | 王慶中 | 蔬菜業者             | 臺北市蔬菜商業同業公會理事                   |
| 22   | 常務董事   | 楊燿福 | 蔬菜業者             | 臺北市蔬菜商業同業公會常務理事               |
| 23   | 董事       | 陳仕豪 | 蔬菜業者             | 灣橋果菜運銷合作社主席                       |
| 24   | 常務監察人 | 楊憲仁 | 中華民國農會         |                                              |
| 25   | 監察人     | 楊沛桓 | 臺北市政府           | 臺北市青果公會理事長                         |
| 26   | 監察人     | 陳倉富 | 自然人身分           | 富衡法律事務所                               |

## 歷任首長

### 董事長
| 屆次 | 姓名   | 代表單位   | 時間                                       |
| ---- | ------ | ---------- | ------------------------------------------ |
| 7    | 夏漢容 | 臺北市政府 | 民國91年（2002年）6月－94年（2005年）6月   |
| 8    | 莊龍彥 | 臺北市政府 | 民國94年（2005年）6月－97年（2008年）6月   |
| 9    | 莊龍彥 | 臺北市政府 | 民國97年（2008年）6月－100年（2011年）6月  |
| 10   | 莊龍彥 | 臺北市政府 | 民國100年（2011年）6月－103年（2014年）6月 |
| 11   | 莊龍彥 | 臺北市政府 | 民國103年（2014年）6月－106年（2017年）6月 |
| 12   | 陳景峻 | 臺北市政府 | 民國106年（2017年）6月－107年（2018年）9月 |
| 代理 | 彭振聲 | 臺北市政府 | 民國107年（2018年）9月－108年（2019年）2月 |
| 繼任 | 黃向羣 | 臺北市政府 | 民國108年（2019年）2月－109年（2020年）6月 |
| 13   | 黃向羣 | 臺北市政府 | 民國109年（2020年）6月－112年（2023年）6月 |
| 14   | 楊鎮浯 | 臺北市政府 | 民國112年（2023年）6月－115年（2026年）6月 |

### 總經理
| 姓名           | 時間                                                |
| -------------- | --------------------------------------------------- |
| 徐運發         | 民國91年（2002年）9月4日－92年（2003年）3月31日     |
| 謝國雇         | 民國92年（2003年）4月1日－97年（2008年）7月7日      |
| 張清良         | 民國97年（2008年）7月7日－101年（2012年）12月31日   |
| 韓國瑜         | 民國102年（2013年）1月1日－106年（2017年）3月21日   |
| 吳音寧         | 民國106年（2017年）6月21日－107年（2018年）11月29日 |
| 路全利（代理） | 民國107年（2018年）11月30日－108年（2019年）1月23日 |
| 翁震炘         | 民國108年（2019年）1月24日－112年（2023年）6月30日  |
| 吳芳銘         | 民國112年（2023年）7月3日至今                       |

## 爭議

### 北農人事紛爭案
2016年4月，柯文哲市府撤換了原任命的董事長許長仁，使許長仁欲進行的韓國瑜解任案以及原行政院農業委員會和民進黨意屬的接任人選卡關，又傳出有前雲林縣縣長張榮味在產銷公司的農會勢力導致人事調動受阻。
2017年1月，原總經理韓國瑜因投入2017年中國國民黨主席選舉而辭職，3月底生效。6月21日，北農公司宣布董事長職務由被視為獲農委會、臺北市政府及張榮味派系認可的臺北市副市長陳景峻接任，總經理職務由彰化縣溪州鄉公所主任秘書吳音寧接任，其上任之後不斷被針對以及國民黨的不滿。
2018年11月29日，九合一大選後北農董事會通過由農委會代表劉聖鴻提出的臨時動議案，即日起解除時任總經理吳音寧職務，其職務由北農主任秘書路全利暫代，將近三年的柯市府與北農人事紛爭才暫告結束。

## 外部連結
- （繁體中文） 臺北農產運銷股份有限公司 官方網站 （页面存档备份，存于）
- 臺北農產的Facebook專頁
- （繁體中文） 北農嚴選 網路商城 （页面存档备份，存于）
- YouTube上的臺北農產頻道
- （繁體中文） 台灣公司資料
- 臺北市市場處機關入口網——第一果菜批發市場 （页面存档备份，存于）
- 臺北市市場處機關入口網——第二果菜批發市場(濱江果菜市場) （页面存档备份，存于）
- 濱江果菜市場  臺北旅遊網 （页面存档备份，存于）